# 하타에역
하타에역(일본어: 波多江駅)은 일본 후쿠오카현 이토시마시에 있는 철도역이다. 규슈 여객철도가 관할하는 지쿠히 선이 지난다.

## 타는 곳
| 1 | ■ 지쿠히 선 | 메이노하마 방면 ■ 후쿠오카 지하철 공항선 덴진·하카타·후쿠오카 공항 방면 |
| 2 | ■ 지쿠히 선 | 지쿠젠마에바루·지쿠젠후카에·가라쓰 방면                                 |

## 역세권 정보
- 국도 제202호선

## 역사
- 1928년 7월 1일: 영업 개시.

## 인접 역
| 규슈 여객철도 ■ 지쿠히 선 | 규슈 여객철도 ■ 지쿠히 선 | 규슈 여객철도 ■ 지쿠히 선        |
| ------------------------- | ------------------------- | -------------------------------- |
| 스센지 메이노하마 방면    | 쾌속(평일)                | 지쿠젠마에바루 가라쓰 방면       |
| 스센지 메이노하마 방면    | 보통                      | 이토시마코우코우마에 가라쓰 방면 |